# Glossophaga commissarisi
Glossophaga commissarisi är en fladdermusart som beskrevs av Gardner 1962. Glossophaga commissarisi ingår i släktet Glossophaga, och familjen bladnäsor. IUCN kategoriserar arten globalt som livskraftig. Inga underarter finns listade.

## Utseende
Denna fladdermus når en kroppslängd (huvud och bål) av 43 till 65 mm och väger cirka 9,5 g. Den har mörkbrun, gråbrun eller rödbrun päls. Liksom andra arter av samma släkte har Glossophaga commissarisi en lång tunga med papiller som påminner om en liten borste i utseende. De nedre framtänderna är små och ofta finns en klaff mellan dem.

## Utbredning och ekologi
Glossophaga commissarisi är en sydamerikansk art som förekommer från Mexiko i norr, Panama, Guyana, Colombia, Ecuador (ett enda fynd), i östra Peru och i nordvästra Brasilien (Simmons, 2005). Den förekommer upp till 2400 meters höjd över havet (Reid, 1997).
Fladdermusen förekommer i barrskog och områden med bananträd. Den lever på nektar och pollen från bananträdet, men också insekter.
Arten har troligen samma beteende som nära besläktade fladdermöss. De är aktiva på natten. På dagen sover de eller de faller i ett stelt tillstånd (torpor). Antagligen kan honor para sig hela året. Per kull föds en eller två ungar.